# Entodon flaccidus
Entodon flaccidus är en bladmossart som beskrevs av Bescherelle 1899. Entodon flaccidus ingår i släktet Entodon och familjen Entodontaceae. Inga underarter finns listade i Catalogue of Life.